# Enallagma concisum
Enallagma concisum là một loài chuồn chuồn kim trong họ Coenagrionidae.
Enallagma concisum được Williamson miêu tả khoa học năm 1922.